# فؤاد ابراهیم
فؤاد ابراهیم (امهری: ፉአድ ኢብራሒም؛ زادهٔ ۱۵ اوت ۱۹۹۱) یک بازیکن فوتبال اهل اتیوپی است.
وی همچنین در تیم ملی فوتبال اتیوپی بازی کرده است.